# سیارک ۲۰۶۸۶
سیارک ۲۰۶۸۶ (به انگلیسی: 20686 Thottumkara، نامگذاری:1999VX54) بیست هزار و ششصد و هشتاد و ششمین سیارک کشف شده‌است که در ۴ نوامبر ۱۹۹۹ کشف شد.
قدر مطلق سیارک برابر ۱۲٫۹ است.